# Liste der Museen im Landkreis Dingolfing-Landau
Die Liste der Museen im Landkreis Dingolfing-Landau  gibt einen Überblick über aktuelle und ehemalige Museen im Landkreis Dingolfing-Landau in Bayern.

## Aktuelle Museen
| Gemeinde           | Name                      | Kurzbeschreibung | gegründet/ eröffnet | Träger | Standort               | Bild           | Link |
| ------------------ | ------------------------- | --- | ------------------- | ------ | ---------------------- | -------------- | ---- |
| Dingolfing         | Museum Dingolfing         | Das Museum Dingolfing ist den Themen Archäologie, Stadtgeschichte und Industriegeschichte gewidmet. Schwerpunkt der Sammlung sind Exponate, die den Weg ins Industriezeitalter aufzeigen. Die Abnteilung Industriegeschichte dokunetiert auch die Entwicklung des ortsansässigen früheren Fahrzeugherstellers Hans Glas GmbH, der unter anderem durch das Goggomobil bekannt wurde. | 2008                |        | Herzogsburg Dingolfing | weitere Bilder |      |
| Eichendorf         | Haus der Natur Eichendorf | Das Naturkundemuseum dokumentiert vor allem mit Dioramen evolutionäre, biologische und ökologische Zusammenhänge. Schwerpunkte liegen auf Formationen sowie Flora und Fauna deutscher Landschaften. |                     |        | Eichenberg             |                |      |
| Eichendorf         | Vilstaler Bauernmuseum    | Das Bauernmuseum im ehemaligen Bräuhof von Kröhstorf zeigt Geräte, Werkzeuge, Maschinen und Einrichtungsgegenstände, die bäuerliches Wohnen und Arbeiten in Haus, Hof und Feld dokumentieren, sowie Werkzeuge, Geräte und Produkte der im Vilstal beheimateten Handwerke. | 1998                |        | Kröhstorf              |                |      |
| Landau an der Isar | Heimatmuseum Landau       | Das Heimatmuseum zeigt die Geschichte Stadt Landau in vielen Facetten, darunter Hochzeitsbrauchtum, Volksfrömmigkeit, Möbel, Handwerk und bürgerliches Selbstverständnis | 1958                |        | Ehemaliges Gerberhaus  |                |      |
| Landau an der Isar | Kastenhof Landau          | Das archäologische Museum im ehemaligen Kastenhof dokumentiert in einer Dauerausstellung zur Jungsteinzeit mit Originalobjekten, Bildern und Nachbildungen diese Umbruchphase der Menschheit und zeigt Parallelen zu unserer heutigen Welt auf. | 2019                |        | Kastenhof              | weitere Bilder |      |

## Ehemalige Museen
| Gemeinde           | Name                                | Kurzbeschreibung | gegründet/ eröffnet | geschlossen/ aufgelöst | Träger              | Standort      | Bild           | Link |
| ------------------ | ----------------------------------- | --- | ------------------- | ---------------------- | ------------------- | ------------- | -------------- | ---- |
| Landau an der Isar | Niederbayerisches Archäologiemuseum | Das Archäologiemuseum war eine Zweigstelle der Prähistorischen Staatssammlung München. 2015 übernahm die Stadt Landau das Museum und eröffnete es nach einem Umbau 20119 als kommunales Museum Kastenhof Landau.             | 1995                | 2015                   | Freistaat Bayern    | Kastenhof     |                |      |
| Moosthenning       | Kraxenberger Fahrzeug-Museum        | Das von Jürgen Kraxenberger gegründete Fahrzeug-Museum zeigte 32 Personenkraftwagen, 4 Lastkraftwagen und 2 Motorräder mit Schwerpunkt auf Fahrzeugen der Borgward-Gruppe sowie der Hans Glas GmbH aus dem nahen Dingolfing. | 2007                | 2015                   | Jürgen Kraxenberger | Unterhollerau | weitere Bilder |      |